# Suzy Dietrich
Suzanne Ruth „Suzy“ Dietrich (* 23. Dezember 1926 in Toledo, Ohio; † 13. Juni 2015 in Huron, ebenda) war eine US-amerikanische Automobilrennfahrerin. Sie war eine der ersten Frauen, die in vom Sports Car Club of America (SCCA) sanktionierten Meisterschaften sowie bei internationalen Sportwagenrennen wie dem 12-Stunden-Rennen von Sebring und dem 24-Stunden-Rennen von Daytona startete.

## Leben
Suzy Dietrich (geb. Bell) wurde 1926 als Tochter eines Bahnarbeiters der Pennsylvania Railroad geboren und wuchs im Sandusky County im US-Bundesstaat Ohio auf. Dort lernte sie auch ihren späteren Ehemann Charles „Chuck“ Dietrich kennen, der selbst als Rennfahrer aktiv war und mit dem sie später das Unternehmen Dietrich Motor Sales gründete. Die Ehe wurde Mitte der 1960er-Jahre geschieden, anschließend arbeitete sie als Bibliothekarin an der Meadowlawn School in Sandusky sowie nebenbei als Autorin für verschiedene Automobilzeitschriften und die Lokalzeitung Sandusky Register. Als Funktionärin des Sports Car Club of America blieb Dietrich dem Motorsport auch nach dem Ende ihrer aktiven Karriere weiter organisatorisch verbunden. 
Dietrich starb im Juni 2015 mit 88 Jahren an den Folgen eines Schlaganfalls und wurde auf dem McMillen Cemetery in ihrer Wahlheimat Huron bestattet.

## Karriere
Dietrich begann ihre Motorsportkarriere im Juni 1953, als sie mit 26 Jahren mit einem MG TC an einem als SCCA Interregional Chanute bezeichneten Rennen auf der Chanute Air Force Base nahe Rantoul im US-Bundesstaat Illinois teilnahm. Das Starterfeld bestand ausschließlich aus Fahrerinnen und Dietrich belegte den vierten Platz. Einen Monat später belegte sie beim ebenfalls exklusiv für weibliche Starterinnen ausgetragenen Preliminary Cumberland auf dem Cumberland Municipal Airport in Maryland bei schwierigen Streckenbedingungen den zweiten Platz. In den Folgejahren nahm sie an weiteren Amateurrennen für Frauen teil und gewann im Mai 1955 wieder beim Preliminary Cumberland ihr erstes Rennen. Im September 1955 startete sie beim SCCA-National-Lauf auf der Strecke Road America in Wisconsin, dem Eröffnungsrennen der gerade erst fertiggestellten Einrichtung. Dadurch wurde sie zur ersten Frau, die auf diesem Kurs startete, der heutzutage zu den bekanntesten und schnellsten Motorsportrennstrecken in den USA gehört.
Bis zum Beginn der 1960er-Jahre gelangen ihr weitere Rennsiege und mehrere Podestplätze mit Porsche 550, Elva MK II und MG TD. Im September 1961 belegte sie beim Watkins Glen Grand Prix auf der gleichnamigen Strecke mit einem Porsche 356 den fünften Platz, was ihr bestes Ergebnis bei Rennen mit gemischtgeschlechtlichen Starterfeldern war. Ab 1962 begann sie ihre Motorsportaktivitäten zurückzufahren und nahm nur noch an vereinzelten Läufen teil, kam allerdings kurz vor ihrem Karriereende Mitte der 1960er-Jahre noch einmal mit internationalem Rennsport in Berührung. Gemeinsam mit Donna Mae Mims und Janet Guthrie startete sie 1966 zum 24-Stunden-Rennen von Daytona und war Teil der Fahrermannschaft des zweiten Sunbeam Alpine von Autosport. Die Sunbeams gehörten zu den am schwächsten motorisierten Fahrzeugen im Feld, das Trio kam auf dem 32. und letzten Platz ins Ziel. Im Folgejahr fuhr sie beim 12-Stunden-Rennen von Sebring noch einmal mit Mims als Teamkollegin, die Fahrerinnen belegten mit ihrem ASA 411 den 25. Platz. Das war zeitgleich ihre letzte große Rennteilnahme, anschließend beendete Dietrich ihre Fahrerkarriere.

## Statistik

### Sebring-Ergebnisse
| Jahr | Team                      | Fahrzeug | Teamkollege    | Platzierung | Ausfallgrund |
| ---- | ------------------------- | -------- | -------------- | ----------- | ------------ |
| 1967 | Ring-Free Oil Racing Team | ASA 411  | Donna Mae Mims | Rang 25     |              |

### Einzelergebnisse in der Sportwagen-Weltmeisterschaft
| Saison | Team                                | Rennwagen      | 1   | 2   | 3   | 4   | 5   | 6   | 7   | 8   | 9   | 10  | 11  | 12  | 13  | 14  |
| ------ | ----------------------------------- | -------------- | --- | --- | --- | --- | --- | --- | --- | --- | --- | --- | --- | --- | --- | --- |
| 1966   | Autosport                           | Sunbeam Alpine | DAY | SEB | MON | TAR | SPA | NÜR | LEM | MUG | CCE | HOK | SIM | NÜR | ZEL |     |
| 1966   | Autosport                           | Sunbeam Alpine | 32  |     |     |     |     |     |     |     |     |     |     |     |     |     |
| 1967   | Jim Baker Ring-Free Oil Racing Team | ASA 411        | DAY | SEB | MON | SPA | TAR | NÜR | LEM | HOK | MUG | BRH | CCE | ZEL | OVI | NÜR |
| 1967   | Jim Baker Ring-Free Oil Racing Team | ASA 411        | DNF | 25  |     |     |     |     |     |     |     |     |     |     |     |     |